# کلاه شاپو (فیلم ۱۹۱۸)
«کلاه شاپو» (انگلیسی: Fedora (1918 film)) یک فیلم به کارگردانی ادوارد ژوزه است که در سال ۱۹۱۸ منتشر شد.